# Avoda Zara
 (janvier 2020).
Si vous disposez d'ouvrages ou d'articles de référence ou si vous connaissez des sites web de qualité traitant du thème abordé ici, merci de compléter l'article en donnant les références utiles à sa vérifiabilité et en les liant à la section « Notes et références ».
Avoda Zara (hébreu : עבודה זרה, « culte étranger », qui signifie « idolâtrie ») est le nom d'un traité du Talmud, faisant partie de Nezikin, le quatrième ordre du Talmud traitant des dommages. Le sujet principal du traité est les lois relatives aux Juifs vivant parmi les Gentils, y compris les réglementations sur l'interaction entre les Juifs et les « idolâtres. »
En raison de son sujet, Avoda Zara a probablement été le traité le plus controversé du Talmud, et historiquement, il a fait l'objet de censures successives de la part de l'Église Chrétienne Romaine. [réf. nécessaire] Les chrétiens reprennent des extraits du traité pour prouver que celui-ci prône une haine anti-chrétienne dirigée contre eux.

## Mishna
Le traité comprend cinq chapitres. Le nombre de mishnayot est conforme à la numérotation ordinaire; cependant, différentes versions divisent les mishnayot individuels ou les combinent, et les sauts de chapitre peuvent également varier.
Le chapitre un (neuf mishnayot) traite de l'interdiction du commerce avec les idolâtres autour de leur festival (afin de ne pas être complice de la fête), et des articles dont la vente aux idolâtres est interdite (qui est essentiellement tout article que l'idolâtre est susceptibles d'offrir dans un service idolâtre ou de commettre un acte immoral avec). Ainsi, le principal commandement exploré dans le chapitre est celui qui vit à vie, car un juif qui aide un gentil à adorer des idoles facilite le péché.
Le chapitre deux (sept mishnayot) traite des précautions contre la violence et l'immoralité des idolâtres, et les articles dont il est interdit ou permis d'acheter aux idolâtres. Il s'agit notamment de catégories d'objets qui peuvent être des sous-produits de services idolâtres, ainsi que des aliments avec un statut de kashrout difficile à identifier.
Le chapitre trois (dix mishnayot) traite des lois des différentes images ou idoles et de l'ashéra (arbre idolâtre). Ainsi, il détaille les distinctions entre l'utilisation interdite et autorisée de divers aspects et états des objets idolâtres.
Le chapitre quatre (douze mishnayot) traite de l'avantage des éléments auxiliaires d'un markulis (une divinité romaine composée d'un tas de pierres par lequel le culte consistait à jeter des pierres, et donc à ajouter au tas) et à d'autres idoles, l'annulation d'une idole (effectuée par un idolâtre déguisant délibérément son idole), et les lois détaillant l'interdiction de l'utilisation et des avantages de Yayin Nesech (vin gentil soupçonné d'être utilisé dans le culte des idoles).
Le chapitre cinq (douze mishnayot) continue de détailler l'interdiction du yayin nesech et la kashrout des ustensiles utilisés par les idolâtres.

## Talmud babylonien
Cette Gémara sur Avoda Zara a été la principale cible de controverses et de critiques. De tous les textes du judaïsme rabbinique, c'est probablement celui dans lequel il est le plus difficile d'obtenir une version « authentique », car presque toutes les pages ont fait l'objet d'une censure. Dans l'édition standard de Vilna du Talmud, le traité compte 76 feuillets. En termes de longueur réelle de la Gémara, Avoda Zara est assez proche du milieu, étant un traité de longueur « moyenne. »
Une brève liste des principaux sujets de chaque chapitre suit. Étant donné que l'objectif principal de la Gémara est d'expliquer et de commenter la Mishna, cela est implicite, et les sujets mentionnés seront ceux qui ne concernent pas directement la Mishna (car un commentaire est extrêmement difficile à résumer en quelques lignes). Les références entre parenthèses sont approximatives et sans côté (c'est -à- dire a ou b).
Chapitre un (folios 2-22). Le traité saute presque directement dans une longue série d'Aggada, et regorge de matériaux agressifs tels que le sort des nations du monde à venir (2), l'alliance Noahide et le rire de Dieu (3), Les méthodologies de colère et de punition de Dieu pour les Juifs et les Gentils (4), le péché du veau d'or et sa relation avec l'immortalité (5), une exposition de l'histoire juive relative à la destruction du Second Temple (8-9), la nature de l'hérésie et les histoires du martyre de certains rabbins éminents pendant la persécution romaine (16-18), et une exposition détaillée du Psaume 1 (19). Le matériel halakhique lié à l'objet immédiat du traité comprend les lois concernant la participation au mariage d'un idolâtre (8), l'accomplissement d'un acte qui ressemble à l'idolâtrie (12), le bénéfice de l'idolâtrie (13) et la vente d'armes aux idolâtres (15). Le matériel halakhique moins lié au sujet principal comprend la prière pour soi-même (7), les documents de rencontres (10), ce qui peut être brûlé lors des funérailles d'un roi juif (11), provoquant une tache sur un animal avant et après la destruction du Temple (13) et la vente de matériel à une personne soupçonnée d'avoir bafoué les lois sur l'année sabbatique (15).
Chapitre deux (folios 22-40). Ce chapitre est semblable au dernier en ce qu'il est long et contient des documents divers. Le matériel halakhique lié au traité comprend les lois d'achat d'un animal à un idolâtre pour un sacrifice (23-24), les circoncisions effectuées par des idolâtres (27), le statut de la bière Gentille (31), le fumier d'un bœuf destiné à l'idolâtrie (34), et l'interdiction des rapports sexuels avec les Gentils (36). Le matériel halakhique moins lié au traité comprend les lois d'un apostat juif (26-27), une section unique décrivant en détail de nombreux remèdes médicinaux de l'ère talmudique (28-29), les problèmes de sécurité ou de contamination en laissant l'eau ou le vin à découvert (30), le processus d'annulation d'un précédent tribunal rabbinique (37) et les détails les plus fins de la reconnaissance du poisson kasher (39-40). Il y a du matériel aggadique décrivant le retour de l'Arche après sa capture par les Philistins (24) et le soleil immobile pour Joshua (25).
Chapitre trois (folios 40-49). Ce chapitre traite principalement de la Mishna et d'autres lois relatives à l'idolâtrie, y compris le statut d'une idole brisée par accident (41) et les conséquences de l'adoration de divers objets (46-47). Il y a un petit paragraphe aggadique sur la couronne que portait le roi David (44).
Chapitre quatre (folios 49-61). Ce chapitre est halakhique, traitant principalement de la Mishna. D'autres lois concernant l'idolâtrie discutées comprennent le sacrifice à une idole (51), la nourriture et les récipients associés à l'idolâtrie (52), l'échange contre une idole (54) et le statut d'un enfant païen dans la production de vin idolâtre (57). Le matériel halakhique étranger comprend les activités autorisées et interdites pendant l'année sabbatique et les cas de rabbins rendant des décisions pour des communautés spécifiques suivant leur propre opinion (59).
Chapitre 4cinq' (folios 62-76). Ce chapitre est halakhique, traitant de la Mishna et d'un grand nombre de sujets connexes du vin Gentil. Certains d'entre eux sont petits, et beaucoup de folios sont constitués d'un grand nombre d'unités logiques qui sont difficiles à résumer. Une sélection de matériaux halakhiques liés à l'idolâtrie et au vin idolâtre comprend l'ouverture forcée du vin par les idolâtres (70) et le courant créé lors du versement du vin (72). D'autres matières halakhiques comprennent les lois du salaire d'une prostituée (62-63), la définition d'un Ger Toshav (64), l'acquisition d'une propriété par un Gentil (71-72), et le règlement d'un prix dans les négociations (72). Il y a un paragraphe aggadique où un rabbin explique les mérites du monde à venir à un ami Gentil.

## Relation avec le christianisme
Le rabbin Avrohom Yeshaya Karelitz et David Berger soutiennent que le traité comprend le christianisme comme une forme d'idolâtrie : « Même les Juifs du Moyen Âge ont très bien compris que le christianisme est Zara d'un type d'Avoda spécial. Les tossafistes affirment que même si un chrétien prononçant le nom de Jésus sous serment prendrait le nom d'un "autre dieu", il est néanmoins vrai que lorsque les chrétiens prononcent le mot Dieu, ils ont à l'esprit le Créateur du ciel et de la Terre. Certaines autorités ultérieures ont considéré que la continuation de ce Tossafot signifiait que ce type spécial d'Avoda Zara est interdit aux Juifs mais autorisé aux Gentils, de sorte qu'un non-Juif qui se livre au culte chrétien ne commet aucun péché. » Au Moyen Âge, l'intégralité du traité a été rayé de nombreuses éditions européennes par des censeurs chrétiens, et il a été considérablement difficile d'en obtenir une copie. [réf. nécessaire]